# Serrapio
Serrapio es un lugar y una parroquia del concejo asturiano de Aller, en España.
Limita al norte con los concejos de Laviana y Mieres, al sur con las parroquias de Soto y Cabañaquinta, al este con la de Vega y al oeste con la de Piñeres.
En sus 13,09 km² habitan un total de 161 personas (2011).
El lugar de Serrapio se halla a 380 metros de altitud y en él habitan 120 personas. Se encuentra a 1 kilómetro de Cabañaquinta, la capital del concejo.
Su patrona es Santa Rita, la fiesta se suela celebrar a mediados de mayo.

## Entidades de población
Localidades que forman parte de la parroquia:
- El Casar
- Casas de Abajo (La Casa Baxo)
- Orillés (Uriés)
- Pedregal (El Pedregal)
- Las Quintanas (Les Quintanes)
- Serrapio
- Tablizo